# Processionària del pi
La processionària del pi, eruga del pi o eruga gregària (Thaumetopoea pityocampa) és una espècie de lepidòpter ditrisi de la família dels notodòntids (Notodontidae). Habita la conca mediterrània i és una important plaga per a algunes espècies d'arbres, sobretot pins.

## Distribució

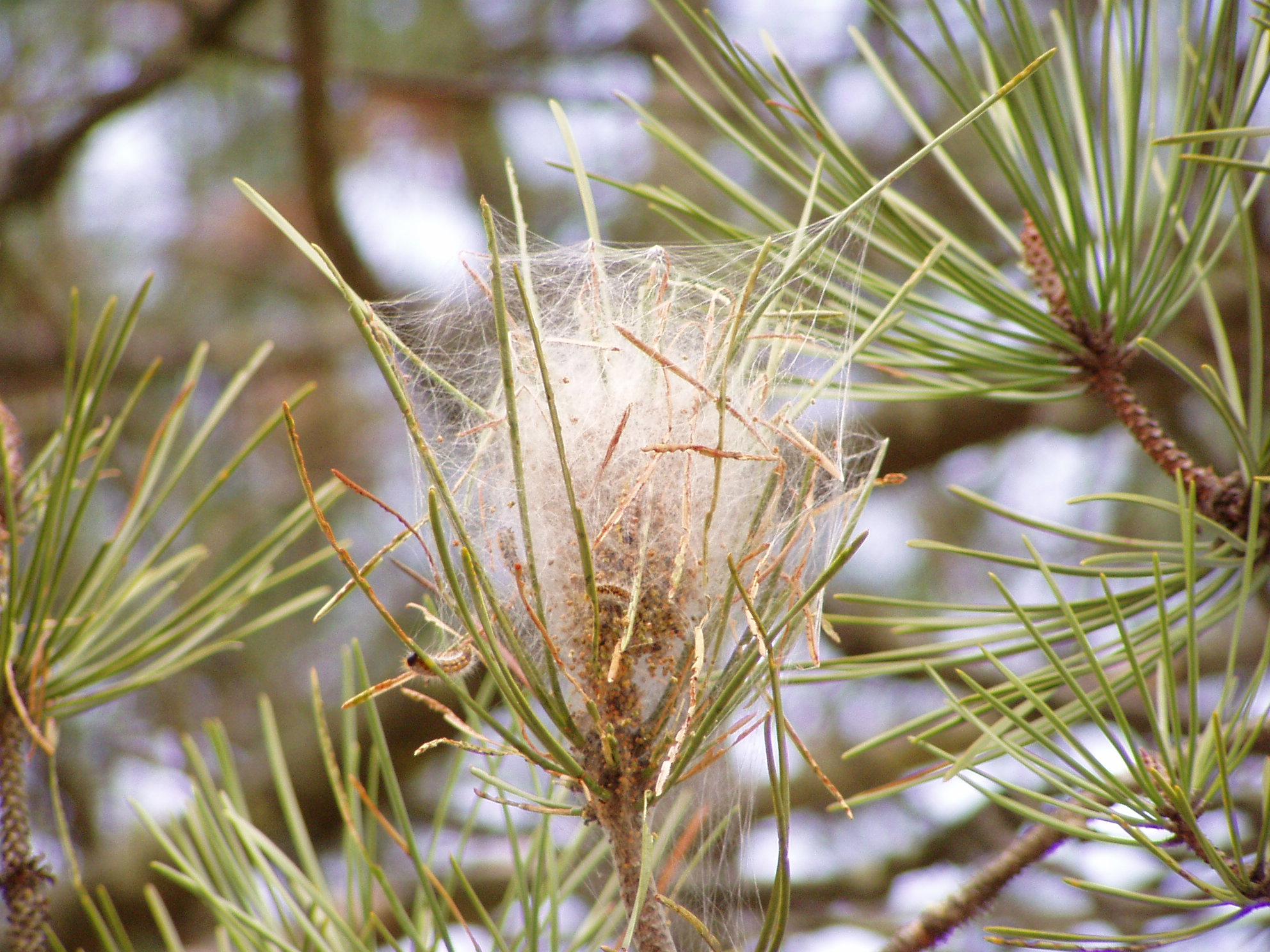
Bossa pròpia dels estadis larvaris (Pinus pinaster de Nazaré, Portugal)

Aquest insecte és propi de la zona mediterrània europea i africana, tot i que també es troba en algunes parts d'Alemanya, Suïssa, Hongria i Bulgària. Un dels principals factors que limita la seva distribució són les baixes temperatures, fent que només pugui sobreviure en zones on l'hivern no és rigorós (temperatures mínimes superiors a uns -15 °C). A causa del canvi climàtic, aquestes temperatures mínimes han anat pujant, i la distribució d'aquesta espècie s'està expandint vers el nord i cap a altituds superiors. És present a tota la península Ibèrica i les illes Balears; a Menorca hi és present des de fa 50 anys, quan van fer-se repoblacions forestals amb pins peninsulars.

## Cicle vital i morfologia
El cicle d'aquest lepidòpter consta de cinc estadis larvals, un de crisàlide i un d'imago (papallona nocturna).

### Primer estadi larvari
Les erugues acabades de néixer són de color verd i mesuren uns 2,5 mm, podent arribar a assolir uns 5-6 mm al final d'aquest estat. Presenten taques fosques en la part dorsal dels segments abdominals i més clares en els toràcics. La pilositat és escassa i la càpsula cefàlica és negra, de la mateixa manera que en la resta d'estadis. Es desplacen poc, i fan nius a cada conjunt d'acícules on es detenen, tot i que aquests tenen molt poca consistència. Només es mengen les parts tendres de les fulles, de manera que en els pins afectats es veuen poms d'acícules semisecs i d'un color esblanqueït, i a la base d'aquests s'observa un entreteixit de fils de seda amb els excrements de les erugues. Aquest estadi sol durar entre 8 i 12 dies, depenent de la localitat. Quan surten dels ous, acostumen a menjar les acícules que hi ha al voltant de la posta, tot i que també poden desplaçar-se a una altra branca.

### Segon estadi larvari
Arribaran a mesurar uns 10-12 mm de longitud, amb la part dorsal recoberta d'abundants pèls de color groc-ataronjat i de color blanc en el lateral. Presenten unes pautes de comportament similars al primer estadi, però els desplaçaments són menys freqüents i més llargs. Aquesta segona fase dura aproximadament entre 12 i 18 dies, i provoca uns danys a les fulles dels pins semblants als de la fase anterior.

### Tercer estadi larvari
Un cop feta la segona muda, la larva adquireix el seu aspecte més reconeixible (variable segons la zona on visqui: a més fred, tegument més fosc). En aquesta fase es creen els dards urticants, agrupats en l'interior de dispositius formats pels replecs del tegument (alliberats pel moviment de la larva). En aquest estadi solen decidir l'emplaçament definitiu de la colònia i comencen a formar les inconfusibles bosses blanques que pengen dels pins. La 3a fase acostuma a durar aproximadament un mes.

### Quart estadi larvari
En aquesta fase les erugues augmenten el nombre de pèls urticants i surten cada nit del niu per buscar aliment. Van teixint sobre el niu, aconseguint que la bossa es faci més densa i compacta. Aquest estadi és el que presenta una duració més variable: en les zones fredes, poden passar-hi tot l'hivern, mentre en les zones més càlides pot durar tan sols un mes.

### Cinquè estadi larvari
En aquest últim estadi, segueixen augmentant el nombre de pèls urticants i també la mida del seu cos. L'alimentació passa a ser molt activa, menjant-se per complet les acícules de pi on tenen el niu. En cas de quedar-se sense aliment, formen llargues fileres per terra buscant un nou pi on nodrir-se. Aquestes fileres són les que els donen el nom de processionària (per la semblança amb una processó religiosa). L'eruga capdavantera (femella) és la que escull quin és el lloc idoni per a l'enterrament. S'acostumen a soterrar en clars o a les vores dels boscos, cercant sòls ben il·luminats, per tal de rebre escalfor un cop enterrades (si la localitat és massa càlida, buscaran sòls ombrívols). Un cop enterrades, la processionària començarà la fase de crisàlide.

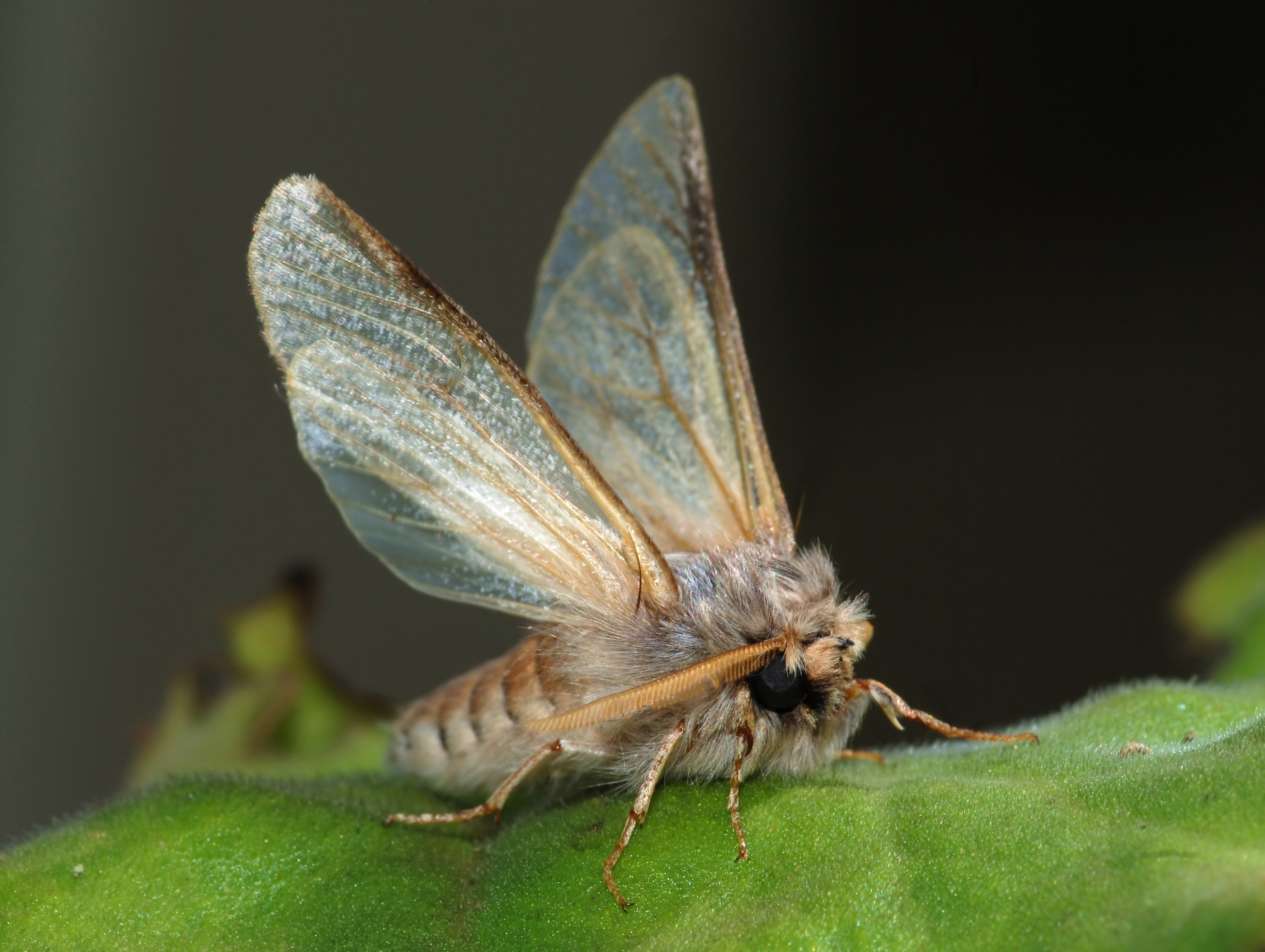
Mascle adult

### Crisàlide iimago
Un cop enterrades fabriquen un capoll i entren en fase de pre-pupa (eruga envoltada de capoll), fins que muden i passen a crisàlide. La crisàlide té 3 estadis, i durant la segona fase algunes entren en diapausa, podent romandre enterrades d'1 a 3 anys esperant les condicions òptimes de temperatura per descloure's. Un cop finalitzada la fase de crisàlide, comença l'estadi d'imago, en aquest cas, de papallona nocturna. Les papallones adultes són característiques pel seu color grisós en les ales anteriors amb les nervacions i les vores de color negre. La regió frontal del cap presenta una protuberància còrnia, còncava, amb quatre quilles transversals. Les femelles d'aquesta espècie, d'entre 36 i 49 mm de llargada, són més grans que els mascles, d'entre 31 i 39 mm. El dimorfisme sexual també es pot apreciar en el fet que els mascles tenen una taca fosca en la regió anal, els pèls grisos que els recobreixen el tòrax i l'abundant pilositat de l'abdomen (les femelles hi tenen escates de color daurat). Les papallones ponen els ous en les fulles de pi, per tornar a començar el cicle.

### Fase d'ou

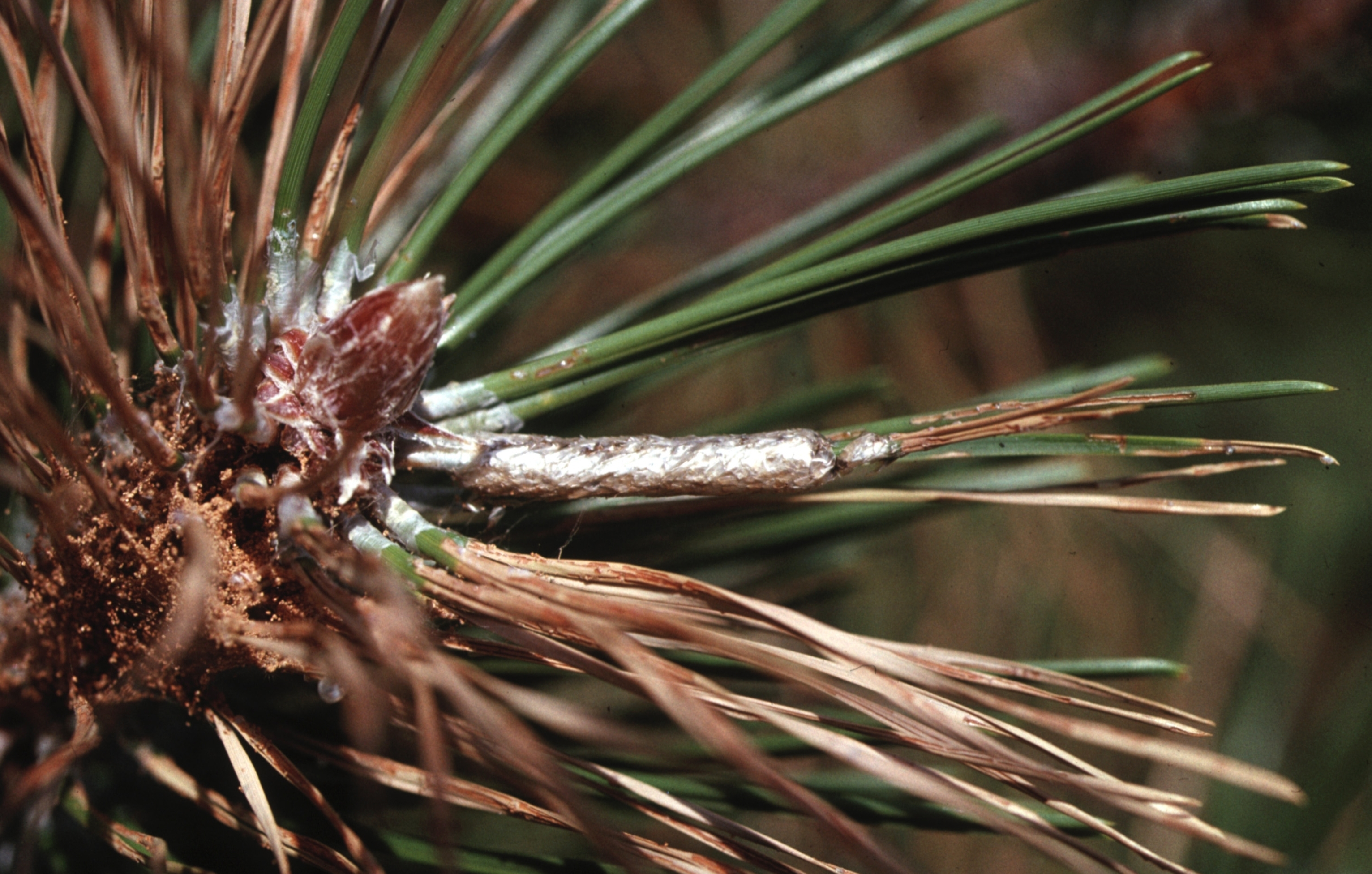
Posta ja desclosa. A l'esquerra s'observa les acícules menjades per les larves de primer estadi, així com les primeres restes de seda i excrements

Els ous són cilíndrics, de color blanc-groguenc i s'agrupen en postes de 70 a 300, envoltant un parell d'acícules de pi, cedre o làrix. Els ous estan recoberts amb unes escates de color marronós, per protegir els ous d'atacs de depredadors, parasitoides, patògens o les inclemències del temps. Les postes poden fer fins a 5 cm de longitud, i estan fixes a les acícules mitjançant una secreció adhesiva que allibera la femella. Les femelles només poden fer una posta d'ous.

## Danys
Pot esdevenir una plaga molt comuna i estesa arreu del món, de caràcter cíclic i difícil d'erradicar. Les larves mengen les fulles i defoliant l'arbre, però aquesta plaga només és letal en alguns casos d'arbres molt joves. El contacte amb humans o animals domèstics pot causar reaccions al·lèrgiques i ptialisme.

## Ecologia
La processionària té un ampli nombre de parasitoides, patògens i depredadors en tots els seus estats del cicle vital, que ja exerceixen un control poblacional sobre aquesta plaga de manera natural.

### Fase de larva
Depredadors: Alguns ocells (el cucut, la puput o les mallerengues) i mamífers (liró gris i Eliomys sp.) mengen larves de processionària, pel que un mètode indirecte de lluita contra la processionària és facilitar l'establiment amb la col·locació de caixes niu. També alguns aràcnids, insectes com les formigues, neuròpters de la família Chrysopidae, el dípter Xanthandrus comptus o els ortòpters Thyreonotus corsicus i Steropleurus andalusius preden la larva de processionària.

### Fase de pupa
Depredadors: La puput és capaç de menjar tant larves com les pupes enterrades a terra. Menja el contingut i deixa la cutícula pupal amb el capoll.

### Fase d'ou
Parasitoides (ordenats de més a menys habituals): Baryscapus servadeii, Ooencyrtus pityocampae, Trichogramma sp., Anastatus bifasciatus, Baryscapus transversalis, Eupelmus sp., Macroneura sp., Pediobius sp.

## Mètodes de control
Les trampes amb llum ultraviolada atrauen ambdós sexes, mentre les trampes amb feromona sexual atrauen només els mascles. Per la gran perillositat de les bosses de l'insecte cal tallar-les amb protecció ocular i dèrmica. Amb una escopeta es pot disparar a les bosses (a l'hivern) per destruir-les i deixar que el fred mati les larves, però això és una pràctica laboriosa, que només dona bons resultats en àrees petites.
Químics: Sovint es duu a terme amb avionetes en grans extensions, fent servir productes selectius que impedeixin la muda o substàncies específiques contra lepidòpters com preparats a base de Bacillus thuringiensis. Els insecticides no selectius poden ser contraproduents perquè eliminen depredadors o paràsits naturals de la processionària.
Biològics:
- Depredadors naturals: Fomentar la presència d’ocells insectívors (mallerengues, carboners), ratpenats o vespes parasitoides com Phryxe caudata.
- Bacillus thuringiensis (Bt): Bacteri que produeix toxines letals per a les larves sense afectar altres organismes.
- Feromones: Trampes de confusió sexual per a evitar la reproducció dels adults.[9]

Físics o Mecànics:
- Eliminació manual de bosses: Tallar i cremar els nius a l’hivern per evitar l’eclosió de les larves.
- Barreres físiques: Col·locació d’anells trampa en els troncs per capturar les erugues en el seu descens al sòl.

Culturals
- Gestió forestal: Plantar espècies resistents o diversificar la vegetació per reduir la vulnerabilitat dels boscos.
- Control i seguiment: Supervisar la presència de la plaga amb trampes de feromones i observació visual.[10]